# Bomarea oxytepala
Bomarea oxytepala är en alströmeriaväxtart som beskrevs av Gunnar Wilhelm Harling och Neuendorf. Bomarea oxytepala ingår i släktet Bomarea och familjen alströmeriaväxter. Inga underarter finns listade i Catalogue of Life.